# 嵐を呼ぶあぶない熟女
『嵐を呼ぶあぶない熟女』（あらしをよぶあぶないじゅくじょ）は、TBS系列で不定期に放送されていたバラエティ教養番組である。2012年から2014年まで8回に亘って放送された。

## 概要
様々な人生や仕事をしてきた熟女が世相や話題になっている芸能人について語ったり、話題になっている芸能人はスタジオで熟女に悩みを相談する。

## 主な出演者

### MC
- チュートリアル
  - 徳井義実
  - 福田充徳
- ピース
  - 又吉直樹
  - 綾部祐二

### アシスタント
- 加藤シルビア(～V)
- 佐藤渚(VI～)

### 熟女パネラー
- 小川眞由美(II～)
- デヴィ夫人
- ハイヒールモモコ(～V、VII)
- 秋野暢子
- 内田春菊
- おかざきなな(～V、VII)
- 石井苗子(III、V～)
- 南美希子（IV～）
- 住田裕子（V～）

### ナレーション
- 立木文彦（IVは除く）
- 銀河万丈（IV,VIII）
- 湯浅真由美（VIIIのみ）

## 過去の出演者

### 熟女パネラー
- 淡路恵子(～V　VIは体調不良の為音声メッセージのみ、2014年1月11日80歳で死去)

## 放送リスト
| 回数 | 放送日         | サブタイトル | 熟女達 | ゲスト | 放送時間      |
| ---- | -------------- | --- | --- | --- | ------------- |
| 1    | 2012年1月10日  | 「どうなってるの!?芸能界 ワケあり芸能人に最後通告SP」 | 淡路恵子 デヴィ夫人 秋野暢子 ハイヒールモモコ あき竹城 内田春菊 マダム信子 高田良美 梶妙壽 平林都 藤田尚弓 世木みやび おかざきなな                                                                         | 東国原英夫 山口もえ 市井紗耶香 本田泰人 黒田勇樹 仁科仁美 バービー 渡辺直美 入江慎也 あやまんJAPAN 鈴木奈々                             | 21:00 - 22:48 |
| 2    | 2012年9月25日  | 「どーなってるの芸能界SP2」 | 淡路恵子 小川眞由美 デヴィ夫人 辺見マリ 秋野暢子 ハイヒールモモコ 内田春菊 マダム信子 平林都 藤田尚弓 小林良正 おかざきなな                                                                                | 今田耕司 今井メロ インスタントジョンソン コウメ太夫 長州小力 ゆうぞう 谷一歩 ソンミ 春名風花                                            | 21:00 - 22:48 |
| 3    | 2013年1月5日   | 「五輪選手…若手女優…アイドル…政治家に!熟女が新年の一喝SP」 | 淡路恵子 小川眞由美 加茂さくら デヴィ夫人 辺見マリ 秋野暢子 ハイヒールモモコ あき竹城 内田春菊 川島なお美 石井苗子 マダム信子 尾台あけみ 西丸優子 おかざきなな                                             | 池谷幸雄 大林素子 杉村太蔵 ウド鈴木 成田童夢 森崎友紀 ナイツ 佐藤仁美 多岐川華子 立川明日香 むらっち 壇蜜 鈴木奈々                      | 18:30 - 20:54 |
| 4    | 2013年4月8日   | 「IV今宵は楽しい熟女子会SP」 | 淡路恵子 小山明子 小川眞由美 デヴィ夫人 辺見マリ 秋野暢子 ハイヒールモモコ マリー・オリギン 井脇ノブ子 内田春菊 南美希子 川島なお美 尾台あけみ おかざきなな                                                | 志茂田景樹 坂上忍 IKKO ケンドーコバヤシ 陣内智則 杉村太蔵 若山騎一郎 大久保佳代子 田中美絵子 田中卓志 アジアン バービー 仁美凌 下田大気 | 19:00 - 20:49 |
| 5    | 2013年7月11日  | 「V最強熟女＆MC＆ゲストが泣いて笑って・・・怒鳴りあう！？トーク＆愛の説教でスタジオ大興奮！！」                                                                              | 淡路恵子 小川眞由美 デヴィ夫人 沢田雅美 伊東ゆかり 李麗仙 秋野暢子 ハイヒールモモコ 内田春菊 井脇ノブ子 石井苗子 大島さと子 南美希子 住田裕子 おかざきなな                                                 | 亀井眞樹 西川史子 友利新 丸田佳奈 美奈子 内山麿我                                                                                       | 21:00 - 22:48 |
| 6    | 2013年10月10日 | 「今回も新たな熟女たちが続々登場！総勢15名の最強熟女＆MC＆ゲストが泣いて笑って・・・怒鳴りあう！？トーク＆愛の説教でスタジオ大興奮！！スタジオ欠席の淡路恵子も特別出演！？」 | 小川眞由美 加茂さくら デヴィ夫人 五月みどり 小川知子 秋野暢子 杉田かおる 石井苗子 古村比呂 内田春菊 南美希子 岩崎良美 つちやかおり 住田裕子 IKKO                                                           | 保田圭 紫吹淳 大堀恵 虻川美穂子 立川明日香 下田大気 美奈子 内山麿我                                                                     | 21:00 - 22:48 |
| 7    | 2014年1月4日   | 熟女たちの禁断の「メンテナンス術」を大・大・大公開！美容に命をかける熟女たちが、永遠の若さの秘密を披露する3時間SP！                                                          | 小川眞由美 朝丘雪路 加茂さくら デヴィ夫人 五月みどり ジュディ・オング 戸澤宗充 秋野暢子 水沢アキ 千葉マリア 井脇ノブ子 石井苗子 藤吉久美子 内田春菊 南美希子 ハイヒール・モモコ 住田裕子 IKKO おかざきなな | 姫井由美子 いしだ壱成 BiS | 18:00 - 21:00 |
| 8    | 2014年4月23日  | 「最新究極美容法」で永遠の若さの秘密を大公開！ 熟女が経験した「愛の修羅場」にスタジオ騒然！                                                                                  | 小川眞由美 デヴィ夫人 加藤登紀子 戸澤宗充 田中優子 秋野暢子 千葉マリア 井脇ノブ子 石井苗子 内田春菊 南美希子 川島なお美 マッハ文朱 住田裕子 おかざきなな                                                   | 東国原英夫 三宅雪子 山口京子 仁科克基 亀井亜紀子 白河三來 飯塚かこ                                                                      | 19:00 - 21:54 |

※すべて日本標準時。

## 主なスタッフ

### 第8弾（2014年4月23日放送）
- 構成：都築浩、藤谷弥生、木野聡、成瀬正人、北原ゆき、戸田彰倫、タムケン
- TM：荒木健一
- TD：山田賢司
- VE：青木孝憲
- CC：北林良一
- MIX：山羽稔
- 照明：鈴木英敬
- 美術プロデューサー・デザイン：太田卓志
- 美術制作：宗次宏光
- 操作：木下古普基
- 装置：谷平真二
- 電飾：佐山直也
- 装飾：深山健太郎
- 生花装飾：石井信彦
- アクリル装飾：相澤香織
- 衣裳：君和田悦子
- 持道具：大沼真也
- ヘアメイク：大岩乃里子
- EED：磯辺宏章、江川賢市
- MA：飯塚大樹
- 音効：遠藤亘、山本達也
- リサーチ：喜多あおい、蛭田一史
- 制作協力：ピンク・アリゲーター
- 画像提供・撮影者：田嶋征爾
- 編成：藤原麻知
- マネージメントプロデューサー：西川永哲
- TK：飛田亜也
- AD：森田佐知子、稲垣貴裕、鈴木洸貴、木村圭一、森田雅仁、吉村真紀子
- AP：石川涼子（石川→第6弾までAD、第8弾からAP）
- ディレクター：大城浩一郎、千葉博史、平野彰子、妹尾篤史、赤堀哲也、佐々木卓也、有田直美、嵯峨祥平、高橋誠哉、小林悦子
- 演出：高木剛
- 総合演出：神尾祐輔
- プロデューサー：平田さおり、早瀬志都加

### 歴代のスタッフ
- TM：金澤健一
- VE：高橋康弘、姫野雅美（第6弾）
- MIX：田村真紀
- 操作：石川清大
- 装飾：田中秀和
- メカシステム：濱口利行
- アクリル装飾：青木剛
- 持道具：寺澤麻由美
- EED：青柳諭
- 音効：太田光則（ZACK）
- AD：浦上栄介、及川直人、河内好、海老沢まどか、蔡怡昇、久米英徳、稲積桃花
- AP：中村恵
- 演出：中澤智有